# Three Green Eyes
Three Green Eyes è un film muto del 1919 diretto da Dell Henderson e interpretato da Carlyle Blackwell, Evelyn Greeley, Montagu Love e June Elvidge.
Il film si basa su Les Pattes de mouche, un lavoro teatrale del 1860 di Victorien Sardou, commedia che era gà stato adattata per lo schermo nel 1914 dalla Biograph per la regia di Travers Vale.

## Trama
Spinta dalla madre, che la vuole far sposare Allen Granat, Lucille Vale lascia l'architetto Paul Arden, il suo innamorato, al quale scrive un biglietto nel quale gli spiega la sua scelta. Paul, però, non legge la lettera che rimane nel nascondiglio segreto dove è stata messa da Lucille. Due anni dopo, Lucille e il marito tornano nella tenuta: il loro è un matrimonio riuscito e i due sono teneramente innamorati. Dal nascondiglio, spunta però fuori il biglietto: per non rovinare il proprio rapporto con Allen, Lucille cerca di recuperare quel documento incriminante riuscendoci con l'aiuto dell'amica Suzanne.

## Produzione
Il film fu prodotto dalla World Film con i titoli di lavorazione A Scrap of Paper e The Price of Doubt.

## Distribuzione
Il copyright del film, richiesto dalla World Film Corp., fu registrato il 5 maggio 1919 con il numero LU13669.
Distribuito dalla World Film, il film uscì nelle sale cinematografiche statunitensi il 28 aprile 1919. In Francia, fu distribuito il 4 aprile 1924 con il titolo Le Secret de Vénus.